# سیارک ۴۸۴۵۸
سیارک ۴۸۴۵۸ (به انگلیسی: 48458 Merian، نامگذاری:1991RG5) چهل و هشت هزار و چهارصد و پنجاه و هشتمین سیارک کشف شده‌است که در ۱۳ سپتامبر ۱۹۹۱ کشف شد.